# Kurt Blome

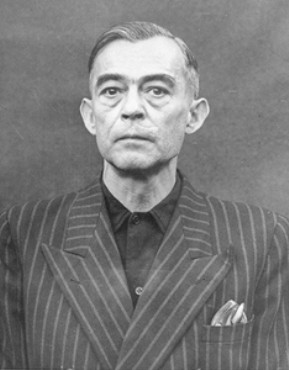
Kurt Blome als Angeklagter im Nürnberger Ärzteprozess (1946/1947)

Friedrich Ludwig Kurt Blome (* 31. Januar 1894 in Bielefeld; † 10. Oktober 1969 in Dortmund) war ein deutscher Arzt, Offizier, nationalsozialistischer und antisemitischer Politiker, Reichstagsabgeordneter der NSDAP und Reichsärzteführer. Er war Facharzt für Haut- und Geschlechtskrankheiten. Seine medizinischen Arbeitsgebiete waren auch Krebs und biologische Waffen.

## Leben

### Die frühen Jahre
Nach dem Besuch von Volksschule und Realgymnasium in Dortmund machte Blome 1912 sein Abitur und studierte im Anschluss Medizin an den Universitäten in Göttingen, Münster, Gießen und Rostock. In Göttingen war er seit 1912 Mitglied der Burschenschaft Holzminda. Zum Sommersemester 1914 wechselte er nach Rostock, wo er seinen Wehrdienst am 1. April 1914 als Einjährig-Freiwilliger beim Großherzoglich Mecklenburgischen Füsilier-Regiment „Kaiser Wilhelm“ Nr. 90 antrat und in Folge am Ersten Weltkrieg vom 2. August 1914 an bis 1918 teilnahm, überwiegend als Leutnant beim Infanterie-Regiment „Bremen“ (1. Hanseatisches) Nr. 75. Zuletzt war er Leutnant der Reserve und stellvertretender Bataillonsführer. Für sein Wirken mit beiden Klassen des Eisernen Kreuzes, dem Ritterkreuz des Königlichen Hausordens von Hohenzollern mit Schwertern sowie dem Goldenen Verwundetenabzeichen ausgezeichnet, erlebt er das Kriegsende in einem Lazarett in Bremen.  Er setzte ab 1919 sein Medizinstudium vorübergehend in Münster und Gießen fort.

### Die Zeit in Rostock
1918/1919 wurde er Freikorps-Mitglied in Rostock und Mitglied der Organisation Escherich, der Marinebrigade Ehrhardt und der Organisation Consul. Im März 1920 war er aktiv am Kapp-Putsch beteiligt, wobei er verwundet wurde. Weiterhin engagierte er sich als Zeitfreiwilliger in der Reichswehrbrigade 9. In Rostock legte er dann 1920 sein Medizinisches Staatsexamen ab. Blome wurde dort auch 1921 mit einer Arbeit Über das Verhalten von Bacterien im electrischen Strom zum Dr. med. promoviert. Nach dem Studium wurde er Medizinalpraktikant in Münster und Gießen, dann Assistenzarzt und Oberarzt am Dermatologischen Institut der Universität Rostock. Er war ein frühes Mitglied der NSDAP, der er 1922 beitrat. Nach dem Verbot der NSDAP im November 1923 wurde er wegen NS-Betätigung von der Universität Rostock entlassen. Er war auch Mitglied im Frontkriegerbund und im Tannenbergbund. Von 1924 bis 1934 führte er dann als Facharzt für Haut- und Geschlechtskrankheiten eine eigene Praxis.
Im Jahr 1924 gehörte er der DVFP an und war Mitbegründer der Völkischen Arbeitsgemeinschaft Mecklenburg. Im Rahmen der DNVP und der Völkischen Arbeitsgemeinschaft gehörte er von 1924 bis 1926 dem Landtag von Mecklenburg-Schwerin an.
Zum 1. Juli 1931 trat er wieder in die NSDAP ein (Mitgliedsnummer 590.233) und wurde Mitglied der SA, 1932 SA-Gausturmarzt, am 1. Juli 1932 SA-Sanitäts-Oberführer und dann Sanitätsbrigadeführer, später im NS-Gau Mecklenburg-Lübeck auch Gaureferent für das Medizinalwesen und Gauobmann des NSDÄB. 1934 wurde er dort Leiter des Amtes für Volksgesundheit.

### Karriere in der Zeit des Nationalsozialismus

Kurt Blome in der Zeit des Nationalsozialismus

Im Jahr 1934 wurde er in das Hauptamt für Volksgesundheit nach Berlin berufen und Beauftragter des Stellvertreters des Führers für die Ausnahmebestimmungen der Nürnberger Gesetze. Vom 1. März 1935 bis 29. Februar 1936 war er weiterhin mit der Wahrnehmung der Geschäfte des Gruppenarztes der SA-Gruppe Berlin-Brandenburg (Berlin) beauftragt. In dieser Zeit war er auch als Arzt der Reichsversicherungsanstalt für Angestellte und als Adjutant im Hauptbüro des Deutschen Roten Kreuzes beschäftigt. Nachdem er im Januar 1935 vom „Reichsärzteführer“ Gerhard Wagner zum Beauftragten für ärztliche Fortbildung, und somit zum Leiter des ärztlichen Fortbildungswesens und der ärztlichen Schulung im Dritten Reich, ernannt worden war, gehörte Blome seit dem 8. Februar 1936 dem Reichsausschuss zum Schutze des deutschen Blutes an. Um diese Zeit wurde er auch Dozent an der Führerschule der Deutschen Ärzteschaft, wo im Herbst 1935 die ersten „Pflichtfortbildungskurse“ begannen. Am 9. November 1937 wurde er zum SA-Sanitäts-Brigadeführer (OSAF) befördert. Er war ab 1938 auch Präsident des Ständigen Büros der Internationalen Akademie für das Ärztliche Fortbildungswesen. Vom 1. März 1938 bis 8. November 1940 war er daneben als Sanitätsverbindungsführer der OSAF zur Deutschen Arbeitsfront eingesetzt. Im April 1938 wurde er erfolglos zur Reichstagswahl vorgeschlagen. 1939 wurde Blome stellvertretender Leiter des NS-Ärztebundes und Generalarzt. Ab 20. April 1939 war er Stellvertretender Leiter des Hauptamtes für Volksgesundheit sowie ab 22. April 1939 Reichshauptamtsleiter der NSDAP und stellvertretender Reichsärzteführer.
In der „letzten Wahlperiode“ war Blome als Nachrücker für den verstorbenen Abgeordneten Gerhard Wagner ab April 1939 Mitglied des Reichstags. Am 29. August 1939, zwei Tage vor dem Überfall auf Polen, wurde er als Nachfolger von Hans Deuschl bis August 1944 Stellvertreter des Reichsgesundheitsführers Leonardo Conti. Im Oktober 1939 übernahm er die Schriftleitung der Monatszeitschrift Ziel und Weg. Die Gesundheitsführung. Seit 1940 war Blome als Spartenleiter für Erb- und Rassenpflege im Reichsforschungsrat tätig. Er war von Januar 1942 bis 1945 auch Fachspartenleiter des Reichsforschungsrates für Krebsforschung. Vom 9. November 1940 bis 1945 wurde er als Verbindungsführer der OSAF zum Hauptamt für Volksgesundheit der NSDAP eingesetzt und am 30. Januar 1941 SA-Sanitäts-Gruppenführer (OSAF).
Im Jahr 1942 war Blome an einem Plan beteiligt, 35.000 an Tuberkulose erkrankte Polen in einer Vergasung zu ermorden, legte aber in einem Brief vom 18. November an Gauleiter Arthur Greiser aus Geheimhaltungsgründen Einspruch ein: „Wenn die Garantie einer restlosen Geheimhaltung gegeben wäre, könnte man Bedenken zurückstellen“.
Blome erhielt am 30. Januar 1943 das Goldene Parteiabzeichen der NSDAP.
Am 30. April 1943 wurde Blome Bevollmächtigter für Krebsforschung, was nach Ernst Klee ein „Tarnwort für Bio-Waffen“ war, sowie Mitglied einer Arbeitsgemeinschaft Blitzableiter, die im Klartext zur Vorbereitung einer „biologische[n] Kriegführung“ dienen sollte. Blome war somit Leiter des Zentralinstituts für Krebsforschung in Nesselstedt bei Posen und Mitglied der Arbeitsgemeinschaft „Blitzforschung“. Von Blome wurden folgende Forschungsprojekte koordiniert:
1. „Nesselstedt“ (Blome) – mit ‚höchster Prioritätsstufe‘ deklariert
2. „Entwicklung eines Flugzeugstreugerätes für streuförmige Insektizide und Fungizide (insbesondere zur Malariabekämpfung)“ (Oberst von Borstell) – als ‚geheim‘ eingestuft
3. „Bekämpfung des Kartoffelkäfers“ (Dr. M. Schwartz)
4. „Einfluß der bakteriellen Stoffwechselprodukte auf das cancerogene Wachstum“ (Dozent Dr. Fr. Trense)
5. „Entwicklung eines rohstoffarmen Versandbehälters für Bakterienkulturen“ (Eugen Gildemeister)
6. „Ermittlung von Ackerbauschädlingsbekämpfungsmitteln. Bodenentseuchung“ (Dr. Seel)
7. „Wiedererwärmung bei allgemeiner Abkühlung des menschlichen Körpers, Heilung bei teilweisen Erfrierungen, Kälteanpassung des menschlichen Körpers“ (Sigmund Rascher)
8. „Röntgen-Frühdiagnose des Magenkrebses“ (Prof. Hohlfelder)

In Erhard Geißlers Buch (siehe Literatur) sind mehrere Hinweise (von NS- und amerikanischen Medizinern) enthalten, dass Blome in Bezug auf B-Waffen nur ein alter Parteigenosse ohne Fachkompetenz sei, dessen Arbeit sich in administrativen Dingen erschöpfe.
Er wurde zum Oberdienstleiter der NSDAP befördert und 1944 Mitglied des wissenschaftlichen Beraterstabs von Karl Brandt, dem Bevollmächtigten für das Gesundheitswesen.
Da die Rote Armee im Januar 1945 bis auf wenige Kilometer an Posen heranrückte, flüchtete Blome mit seinem Team. Er erhielt von Heinrich Himmler die Anweisung, in Geraberg unter dem Deckmantel eines „Instituts für Grenzgebiete der Medizin“ Laboratorien zur Pestforschung aufzubauen. Neben seiner Familie nahm Blome wichtige Dokumente, einige wissenschaftliche Apparaturen, sowie Spezialbehälter, in denen sich seine Pestkulturen befanden, mit. Als Thüringen im April 1945 von amerikanischen Truppen besetzt wurde, fiel diesen in Geraberg ein Gelände mit unvollendeten Forschungsgebäuden in die Hände. Der überwiegende Teil der Dokumente wurde vermutlich von Blome vernichtet, darunter auch Aufzeichnungen über Pestversuche an Menschen. Bei der Durchsuchung des örtlichen Schulgebäudes stießen die Truppen auf Papiere von Blomes Adlatus Karl Josef Gross.

### Leben nach 1945

#### Nürnberger Ärzteprozess
Am 17. Mai 1945 wurde Blome in München verhaftet, da sowohl US-Experten in Biologischer Kriegführung im Rahmen der Alsos-Mission als auch das Office of Strategic Services (OSS) auf der Suche nach ihm waren. Blome wurde zum Twelfth Army Group Interrogation Center zur Befragung überstellt. Da es zahlreiche Dokumente gab, in denen Blome – unter anderen mit Himmler – die Notwendigkeit diskutierte, Menschenversuche durchzuführen, um die Erforschung der Pest zu forcieren, wurde er im Nürnberger Ärzteprozess am 25. Oktober 1946 angeklagt. Blome selbst argumentierte vor Gericht, dass die Intention Menschenversuche durchzuführen, ohne dass diese jemals realisiert wurden, noch kein Verbrechen sei. Des Weiteren versuchte Blomes Verteidiger Wirkung zu erzielen, indem er Beispiele von Menschenversuchen unter Beteiligung der US Army vorbrachte. So ließ die Verteidigung z. B. einen Artikel im Life Magazin aus dem Jahr 1945, in dem Experimente an 800 Gefängnisinsassen durch das amerikanische Office of Scientific Research and Development beschrieben wurden (Stateville Penitentiary Malaria Study), vor Gericht verlesen. Problematisch für die Anklage war auch, dass keine Belastungszeugen vorhanden waren. Zwar gab es eine belastende Aussage gegen Blome von Walter Paul Schreiber während des Nürnberger Prozess gegen die Hauptkriegsverbrecher, aber Schreiber war unter Kontrolle sowjetischer Stellen, die die weitere Vernehmung verweigerten. Sein Verteidiger war Fritz Sauter.
Blome wurde nach dem vom 9. Dezember 1946 bis zum 20. Juli 1947 dauernden Prozess vor dem 1. Amerikanischen Militärgerichtshof am 20. August 1947 freigesprochen. Das Gericht urteilte, dass es sein kann, dass Blome Experimente an Menschen in Verbindung mit biologischer Kriegsführung vorbereitete, aber aus den vorhandenen Aufzeichnungen wird weder dieses offenbar noch dass er solche Experimente wirklich durchführte. Nachdem er am 10. Juni 1948 von der Spruchkammer in Schwelm entnazifiziert worden war, ließ er sich als Facharzt in Dortmund in einer eigenen Praxis für Haut- und Geschlechtskrankheiten nieder.

#### Operation Paperclip und Arbeit in Camp King
Im März 1951 wurde Blome von Charles McPherson, einem Offizier des US Special Projects Team, aufgesucht, um ihm einen Vertrag im Rahmen der Operation Paperclip anzubieten. Blome deutete im Anwerbungsgespräch an, dass er bereits in einem streng geheimen biologischen Waffenprogramm im Rahmen der Operation Matchbox, dem britischen Äquivalent zur Operation Paperclip, gearbeitet hatte, und zeigte sich interessiert. Blome verpflichtete sich daraufhin am 10. August 1951, an einem amerikanischen Geheimdienstprogramm für den Army Chemical Corps im Project 63 mitzuarbeiten. Dies kam jedoch nicht zustande, da der amerikanische Konsul in Frankfurt am Main die Einreise Blomes in die USA ablehnte.
Blome hatte in Erwartung seiner Auswanderung bereits seine Praxis in Dortmund einem anderen Arzt übergeben und das US Special Projects Team befürchtete, dass die negativen Erfahrungen Blomes sich unter deutschen Wissenschaftlern herumsprechen würden und die weitere Rekrutierung für das Project Paperclip erschweren würden. Ihm wurde deshalb ab Dezember 1951 als Ausgleich eine Position (Contract DoD DA-91-501) als Nachfolger von Walter Paul Schreiber als Arzt beim US-Geheimdienst in einem amerikanischen Militärkrankenhaus beim European Intelligence Center (Camp King), dem amerikanischen Europakommando in Oberursel, zugewiesen. Er arbeitete dort an einem Projekt, das in seinem ’foreign scientist case file’ als „Army 1952, Project 1975“ bezeichnet wird und bis heute nicht deklassifizert ist. Blome hatte bereits vorher in einer „speziellen Sache“ für die US-Regierung in Camp King gearbeitet.
Nach Beendigung seiner Arbeit in Camp King kehrte er nach Dortmund zurück und wurde in Hagen bzw. in Dortmund nach seiner von einer deutschen Spruchkammer erfolgten Entnazifizierung erneut Facharzt.
In der Bundesrepublik engagierte er sich in der Deutschen Partei, für die er 1953 im Bundestagswahlkreis Dortmund III vergeblich zum Deutschen Bundestag kandidierte. Er starb 1969 in Dortmund.

## Publikationen
- Literatur von und über Kurt Blome im Katalog der Deutschen Nationalbibliothek
- Über das Verhalten von Bacterien im electrischen Strom. Dissertation Universität Rostock 1921.
- Seit Oktober 1939: Schriftleitung der Monatszeitschrift Ziel und Weg. Die Gesundheitsführung.
- Krebsforschung und Krebsbekämpfung. In: Ziel und Weg. Die Gesundheitsführung. Nr. 11, 1940, S. 406–412.
- Arzt im Kampf: Erlebnisse und Gedanken. Barth, Leipzig 1942 (in der Berliner NS.-Bibliographie geführt seit 24. Oktober 1941).